# Сенат Чехії
Сенат Парламенту Чеської Республіки (чеськ. Senát Parlamentu České republiky) — верхня палата Парламенту Чехії. Резиденцією Сенату з 1996 року слугує Валдштейнський палац у Празі. До 1996 року Сенат не був сформований, попри те, що його існування передбачене Конституцією Чехії, чинною з 1993 року.

## Склад
Відповідно до статті 16 Конституції Чеської Республіки від 16 грудня 1992 року, до складу Сенату входить 81 сенатор, який обирається на шестирічний термін. Кожні два роки оновлюється третина Сенату шляхом дворівневої мажоритарної системи. Останні вибори відбулися 2020 року.
У Сенаті є президент та 4 віцепрезиденти. Сенатори беруть участь у роботі різних комітетів.
| Партії | Партії                                                                   | Місця | Місця | Місця | Місця | Місця | Місця | Місця | Місця |
| Партії | Партії                                                                   | 2008  | 2010  | 2011  | 2012  | 2014  | 2016  | 2020  | Разом |
| --- | ------------------------------------------------------------------------ | ----- | ----- | ----- | ----- | ----- | ----- | ----- | ----- |
| | Чеська соціал-демократична партія (ČSSD)                                 | 22    | 12    | 1     | 13    | 10    | 2     | 25    |       |
| | Християнсько-демократичний союз — Чехословацька народна партія (KDU–ČSL) | —     | 2     | —     | 2     | 5     | 7     | 16    |       |
| | Громадянська демократична партія                                         | 3     | 8     | —     | 4     | 2     | 3     | 10    |       |
| | Мери та незалежні                                                        | —     | —     | —     | —     | 2     | 3     | 9     |       |
| | ANO 2011                                                                 | —     | —     | —     | —     | —     | 3     | 7     |       |
| | Партія зелених                                                           | —     | —     | —     | 1     | 2     | —     | 4     |       |
| | TOP 09                                                                   | —     | 2     | —     | —     | —     | 2     | 2     |       |
| | Чеська піратська партія                                                  | —     | —     | —     | 1     | —     | —     | 2     |       |
| | Комуністична партія Чехії і Моравії (KSČM)                               | 1     | —     | —     | 1     | —     | —     | 2     |       |
| | Партія прав громадян                                                     | —     | —     | —     | —     | 1     | 1     | 2     |       |
| | Рух Остравак                                                             | —     | —     | —     | 1     | —     | —     | 1     |       |
| | Партія приватників Чехії                                                 | —     | —     | —     | —     | 1     | —     | 1     |       |
| | Severočeši.cz                                                            | —     | 2     | —     | —     | —     | —     | 0     |       |
| | Незалежні                                                                | —     | 1     | —     | 2     | —     | 6     | 6     |       |
| Total | Total                                                                    | 26    | 27    | 1     | 27    | 27    | 27    | 81    |       |
| Джерело: Senate Виборчі округи, в яких проводилися вибори: - 2008: 3, 6, 9, 12, 15, 18, 21, 24, 27, 33, 36, 39, 42, 45, 48, 51, 54, 57, 60, 63, 66, 69, 72, 75, 78, 81 - 2010: 1, 4, 7, 10, 13, 16, 19, 22, 25, 28, 31, 34, 37, 40, 43, 46, 49, 52, 55, 58, 61, 64, 67, 70, 73, 76, 79 - 2011 додаткові вибори: 30 - 2012: 2, 5, 8, 11, 14, 17, 20, 23, 26, 29, 32, 35, 38, 41, 44, 47, 50, 53, 56, 59, 62, 65, 68, 71, 74, 77, 80 - 2014: 3, 6, 9, 12, 15, 18, 21, 24, 27, 33, 36, 39, 42, 45, 48, 51, 54, 57, 60, 63, 66, 69, 72, 75, 78, 81 - 2016: 1, 4, 7, 10, 13, 16, 19, 22, 25, 28, 31, 34, 37, 40, 43, 46, 49, 52, 55, 58, 61, 64, 67, 70, 73, 76, 79 |                                                                          |       |       |       |       |       |       |       |       |